# Canarinho
Canarinho, ou popularmente apelidado de Canarinho Pistola, é o mascote oficial da Seleção Brasileira de Futebol. O primeiro registro de uma ilustração do mascote foi feita pelo cartunista Mangabeira em uma charge da Folha de Minas. Contudo, a versão que ficou mais popular foi a de Ziraldo, apelidada de "Canarinho do Tri" e apresentada primeiramente no Jornal do Brasil, sendo oficializada pela CBD (atual CBF) como o símbolo oficial da seleção na Copa do Mundo FIFA de 1966. Em 2014, com a realização da Copa do Mundo no Brasil, ganhou o status de mascote oficial, e em 2016, houve um redesenho que lhe rendeu seu apelido.

## Antecedentes e origem
Tudo começou no início da década de 1950, quando a seleção brasileira optou por mudar as cores principais do uniforme do branco para o amarelo. O motivo foi por conta da derrota por 2–1 frente o Uruguai na partida decisiva da Copa do Mundo FIFA de 1950 - organizada no próprio país - que custou o então primeiro título mundial da seleção. O uniforme utilizado na final, o branco, passou a ser associado à azar e foi substituída definitivamente em 1952, e em 1953 para a Copa do Mundo FIFA de 1954 o jornal carioca Correio da Manhã, junto da CBD, organizaram um concurso para definir as novas cores do uniforme, que deveriam conter as cores da bandeira do Brasil: verde, amarelo, azul e branco.
O vencedor do concurso foi o jornalista e cartunista gaúcho Aldyr Garcia Schlee, que ao desenhar mais de 100 esboços, chegou na versão final: camisa amarela com mangas e golas verdes, calção azul com detalhes em branco e meias brancas. Com isso, a seleção foi apelidada carinhosamente de "Seleção Canarinho" pelo locutor Geraldo José de Almeida na estreia da seleção na Copa do Mundo de 1954. O motivo foi em referência às penas do canário amarelo. O apelido pegou e, os jornalistas da época passaram à apelidar os jogadores de "canarinhos".

Ilustração artística do Canarinho do Tri, de autoria de Ziraldo.

Por volta desse período, ocorreu o primeiro registro de um desenho do mascote, feito pelo cartunista Mangabeira e publicado no jornal mineiro Folha de Minas, sendo um canarinho humanoide, alto, magro, e pouco parecido com o atual. Em 1966, com a criação do mascote Willie - o primeiro mascote da história da Copa do Mundo FIFA - motivou Marco Aurélio Moreira a pedir para o cartunista Ziraldo, criador do O Menino Maluquinho, desenhar um personagem para simbolizar a seleção na Copa do Mundo, o que ele fez, apresentando no Jornal do Brasil o chamado "Canarinho do Tri" cumprimentando Willie. O personagem foi um grande sucesso sendo estampado em cadernos, lancheiras, bonecos e em mais de um milhão de adesivos, sendo até adotado como mascote do Brasil nesta edição, porém, com a eliminação precoce do Brasil, passou a ser visto como "símbolo de azar" e caiu no esquecimento.
Depois disso, diversos cartunistas desenharam suas próprias versões do Canarinho que foram publicadas nos jornais da época. Em 1970, com a conquista do tricampeonato mundial, o mascote foi relembrado em figurinhas, charges, e até músicas, por exemplo o samba Voa, Canarinho de 1982, gravado pelo Maestro Júnior, jogador da seleção e ídolo do Flamengo. Ao longo dos anos, o Canarinho continuou aparecendo em charges como forma de personificação da seleção brasileira, e na década de 2000, a CBF passou a incluir o mascote nos uniformes e lançou seu próprio boneco de pelúcia oficial.

## Oficialização e popularidade
Para comemorar o centenário da seleção brasileira, em 2014, a CBF publicou no dia 23 de junho daquele ano em seu site oficial o lançamento oficial do mascote, sendo vendido na loja da Nike, na sede da CBF, localizada no bairro Barra da Tijuca, Rio de Janeiro, também sendo vendido em outros lugares, embora na nota não ter sido especificado em quais locais. Isso foi no mesmo dia de uma partida contra o Camarões, vencida por 4–1 e válida pela Copa do Mundo do mesmo ano. Relegado até por seus criadores, também não poderia ser comercializado nos locais de jogos do torneio por restrições impostas pela FIFA, e com a goleada sofrida para a Alemanha por 7–1, o mascote acabou desaparecendo.
Nos meados de 2016, começaram a surgir ideias em várias reuniões da CBF sobre a intenção de aproximar a torcida brasileira da seleção, e em outubro foi lançado oficialmente uma versão repaginada do personagem, com uma aparência irreverente, marrenta, patriota e habilidoso, com base no "aspecto cultural do torcedor do futebol brasileiro", principalmente os jovens. Gilberto Ratto, diretor de marketing da CBF, afirmou que "reparamos que, para essa [nova] geração, não podia ser um mascote bonzinho e bobinho. Tinha que ser um que combinasse". Ele contou que o mascote Benny the Bull, do Chicago Bulls, serviu de inspiração para formar a personalidade do Canarinho. O Galo Doido, do Atlético Mineiro, também serviu de ideia. Ratto, sobre a aparência marrenta do Canarinho, também disse:
| “ | No Brasil, se jogar uma pelada, a final da Copa do Mundo ou qualquer coisa, futebol com a sua família, você já fica com uma cara mais enfezada querendo ganhar, a gente não aceita perder. Precisa ter identificação com o torcedor. Então, não adianta perder e ele estar com cara de feliz da vida. Não tem sentido. | ” |

Estreou em 6 de outubro numa partida contra a Bolívia, nas Eliminatórias da Copa de 2018, tendo participado algumas horas antes de um evento da CBF Social, na Universidade Federal do Rio Grande do Norte (UFRN).

### Redes sociais
A partir de 2016, se tornou um meme nas redes sociais, sendo um sucesso nas partidas da seleção e foram criados vários perfis extraoficiais, como no Twitter (atual X). Gilberto Ratto, perguntado sobre se os perfis incomodavam a CBF, afirmou que não, dizendo que não brigavam pelos direitos de imagem, e que "ajudavam a divulgar o mascote, embora exagerassem nos palavrões".

Pela sua aparência, atraiu o interesse e curiosidades dos brasileiros, recebendo o apelido de "Canarinho Pistola", embora a CBF não utilizasse, e inclusive, em 2018 a CBF chegou à auxiliar a TV Globo não utilizar o termo durante suas transmissões. Embora isso, Ratto diz não incomodar a CBF, garantindo que: "Somos uma entidade séria, então não podemos utilizar o termo. Só usamos o nome Canarinho. Mas, não, não nos incomoda de maneira alguma".